# Rebekka Borsch

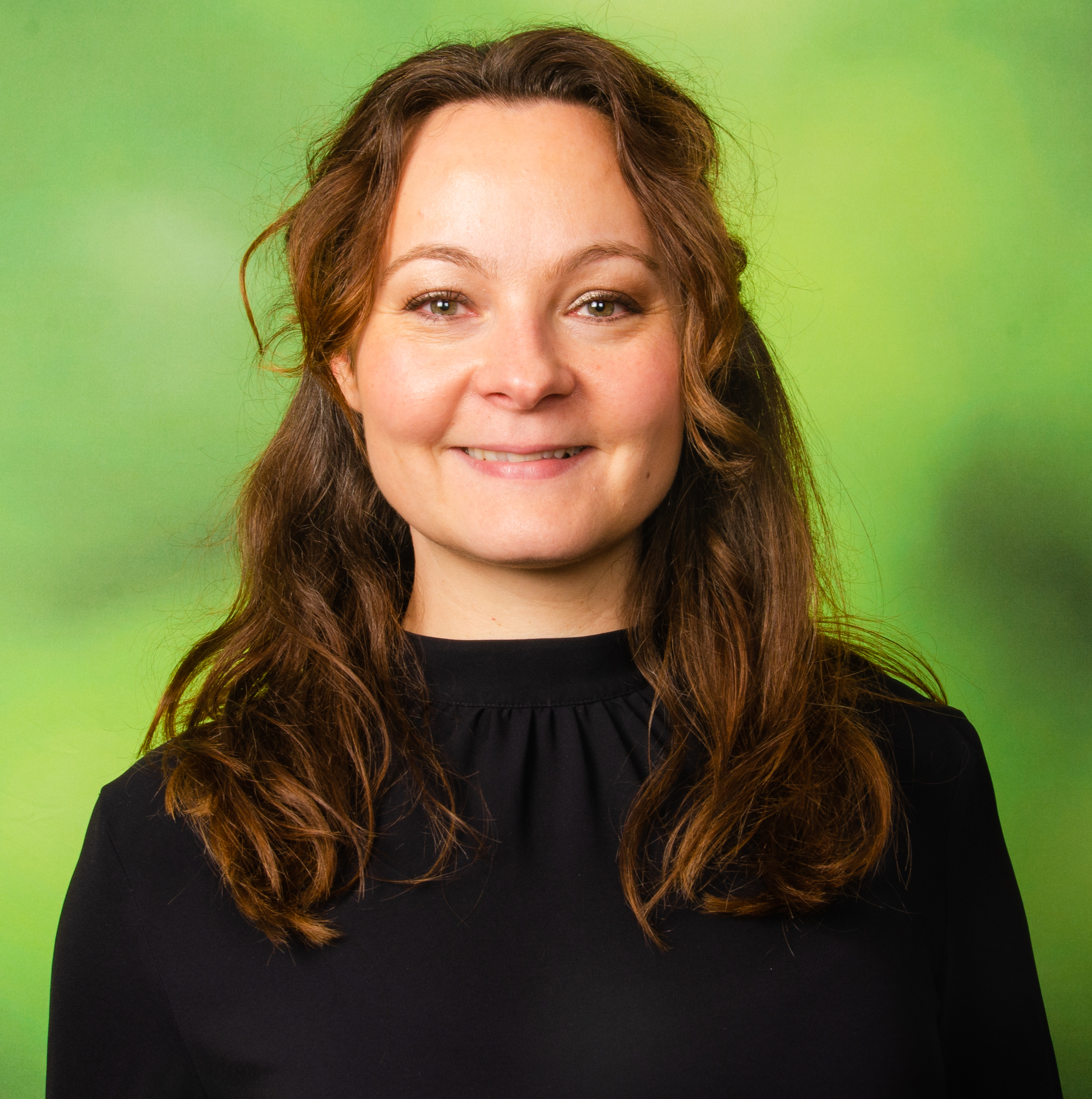
Rebekka Borsch (2019)

Rebekka Borsch (* 11. November 1976 in Olpe) ist eine deutsch-norwegische Journalistin, Autorin und Politikerin.

## Leben
Sie studierte Journalistik und Politikwissenschaft an der Freien Universität Berlin. In ihrer Geburtsstadt Olpe lebend arbeitete sie anschließend als Redakteurin der Westfalenpost, ehe sie im Jahr 2003 nach Norwegen auswanderte. Sie wohnt nun in Røyken. Im Februar 2011 erhielt sie die norwegische Staatsbürgerschaft. 
Borsch ist Beraterin des Umweltdirektoratets (de.: Umweltamt), das dem Klimaministerium unterstellt ist und koordiniert unter anderem die Zusammenarbeit mit der Europäischen Umweltagentur. Darüber hinaus ist sie ausgesuchtes Mitglied des German Norwegian Network. Diese Organisation baut ein Kontaktnetzwerk zwischen jungen Führungskräften aus Politik, diplomatischem Dienst, Wirtschaft und Handel sowie Nicht-Regierungs-Organisationen auf. Von 2005 bis 2010 war sie auch als Informationsleiterin der Europabewegung Norwegen tätig, die für einen EU-Beitritt des Landes plädiert.

## Politische Arbeit
Borsch trat im Jahr 2007 der sozialliberalen Partei Venstre bei. Seit 2008 gehört sie deren Landesvorstand in Buskerud an. 2010 ernannten die Abgeordneten des Jahrestreffens sie zur Parteivorsitzenden der Provinz Buskerud. Darüber hinaus ist sie Mitglied des nationalen Parteivorstandes und Leiterin des Internationalen Ausschusses (IU) der Venstre. Sowohl in der journalistischen Fokussierung als auch im politischen Diskurs liegt ihr Hauptaugenmerk auf Umweltschutz, erneuerbaren Energien, lokaler Basisdemokratie, öffentlichem Verkehr und Immigrationsthemen.
Zur Parlamentswahl in Norwegen 2013 war sie in der Fylke Buskerud Venstre-Spitzenkandidatin, verpasste aber den Einzug in den Storting.
Im Januar 2018 wurde sie zur Staatssekretärin im norwegischen Bildungsministerium berufen.